# Вражское
Вражское — село в Каменском районе Пензенской области, входит в состав Междуреченского сельсовета.

## География
Расположено на берегу реки Большой Чембар в 9 км на северо-запад от центра сельсовета села Междуречье и в 34 км к югу от Каменки.

## История
Основано на землях, отказанных 11 июня 1700 г. Саранской приказной избой в диком поле, за валом, на Крымской стороне, на реках Кевда, Атмис и в иных урочищах дворянам Жедринским и Ивану Ивановичу Врасскому. В 1710 г. зафиксировано как с. Архангельское, Чанбар тож, в нем 18 дворов крестьян А.М. Вражского, церковь во имя Михаила Архангела. В 1719 г. – сельцо Архангельское (церкви уже не было), в это время А.М. Врасский завез сюда 21 крестьянина, а 10 крестьян помещика Федора Алексеевича Соловьева отписаны на великого государя. В 1747 г. – село Архангельское, Вражское тож, Завального стана Пензенского уезда крестьян, отписных на императрицу из-за помещика Федора Соловьева (131 ревизская душа), а также помещиков: адъютанта лейб-гвардии Преображенского полка Ивана Михайловича Ознобишина (17), вдовы, капитанши Анны Даниловны Свищовой (19, наследство от отца) и капитана Ивана Алексеевича Вражского (177, наследство от отца), всего 344 ревизских души. По другому источнику, в 1747 г. – 454 ревизских души, в 1763 г. – 465 р.д. за четырьмя помещиками. В 1782 г. село Архангельское, Врацкое тож, и сельцо Михайловка Агнеи Петровны Ознобишиной, Екатерины Ивановны Горсткиной. В 1785 г. часть села показана за Петром Ивановичем Горсткиным (508 ревизских душ вместе с селом Голодяевкой). В 1864-77 гг. имелись поташный завод, работавший на местном лесном сырье, каменная церковь во имя Архангела Михаила (построена в 1822 г.), школа. В 1896 г. село Вражское (Михайловка, Архангельское) – волостной центр Чембарского уезда Пензенской губернии, 215 дворов; при селе усадьба Устинова – 1 двор, 11 жит., 2 хутора Н.Н. Тухачевского (один с 14-ю жит., другой – с 26-ю) с тремя караулками; хутор Добровольского – 3 жит.; пасека Украинцевой – 3 жит.; караулка Енгалычева – 3 жит. В начале 20 века во Вражском часть полей принадлежала Тухачевским, часть – Павлу Валериановичу Енгалычеву (1703 дес., с селом Камынино) и часть – Норовым. Отсюда названия «концов» села – Енгалычевка и Норовка. В 1911 г. – волостной центр Чембарского уезда, 5 крестьянских обществ, 225 дворов, церковь, земская школа, в 3-х верстах – имение Тухачевской, водяная мельница, ветряная мельница, 4 маслобойки и просорушки, 3 кузницы, винная лавка, 5 прочих лавок.
С 1928 года село являлось центром сельсовета Каменского района Пензенского округа Средне-Волжской области. С 1935 года в составе Свищевского района Куйбышевского края (с 1939 года — в составе Пензенской области). Перед войной в селе располагалась центральная усадьба колхоза «Победа». В 1955 г. – в составе Крыловского сельсовета Свищевского района, колхоз имени Чапаева. С 1959 года — в составе Каменского района. В 1980-е гг. — в составе Междуреченского сельсовета.

## Население
| 1747  | 1762 | 1782  | 1864 | 1877  | 1897  | 1911  |
| ----- | ---- | ----- | ---- | ----- | ----- | ----- |
| 908   | ↗930 | ↗1031 | ↘948 | ↗1119 | ↗1124 | ↗1327 |
| 1926  | 1930 | 1939  | 1959 | 1970  | 1979  | 1989  |
| ↗1340 | ↘939 | ↘696  | ↘454 | ↘373  | ↘289  | ↘219  |
| 1996  | 2002 | 2010  |      |       |       |       |
| ↘216  | ↘134 | ↘92   |      |       |       |       |

## Достопримечательности
Каменный храм Михаила Архангела, построен в 1822 году на средства помещика Федора Григорьевича Мосолова. Ремонтировался в 1896 году, новый иконостас устроен в 1897 году.

## Известные жители
В селе прошли детские годы будущего маршала Михаила Тухачевского (1893—1937).
В селе родилась Борисова Анна Федоровна — Герой Социалистического Труда (1966), бригадир свиноводческой фермы совхоза «Нечаевский» Мокшанского района